# Міжнародний день боротьби з поліцейською жорстокістю
Міжнародний день боротьби з поліцейською жорстокістю (The International Day Against Police Brutality) — свято відзначається 15 березня. Вперше його відзначали в 1997 році з ініціативи двох організацій — Монреальський «Колектив протидії поліцейській жорстокості» і швейцарська група «Чорний прапор». Спочатку дата 15 березня була обрана через її зручності (у 1997 році цей день випав на п’ятницю), але починаючи з 2000 року її стали часто пов’язувати з інцидентом побиття двох дітей (11 і 12 років) швейцарською поліцією.

## Поліцейська жорстокість
Поліцейська жорстокість — Це безпричинне зловживання силою, зазвичай фізичної, але іноді також у формі вербальної атаки та психологічного залякування, з боку поліцейського. Поліцейська жорстокість широко поширена в багатьох країнах, навіть там, де вона переслідується за законом.
Це одна з форм неправомірних дій з боку поліції, які також включають протиправний арешт, залякування, політичні репресії, зловживання методами нагляду, сексуальні зловживання, корупцію тощо.